# Franklin (phim)
Franklin (tạm dịch: Chú rùa Franklin) là một bộ phim hoạt hình dành cho trẻ mẫu giáo của Canada, dựa trên bộ truyện "Franklin the Turtle" của Brenda Clark và Paulette Bourgeois, do Nelvana sản xuất. Tiếp theo là bản chuyển thể CGI, Franklin and Friends.
Loạt phim hoạt hình này cũng đã sản xuất một số phim: Franklin and the Green Knight (2000), Franklin's Magic Christmas (2001) và Back to School with Franklin (2003), cùng với bộ phim chiếu rạp: Franklin and the Turtle Lake Treasure (2006), đều do Nelvana sản xuất.

## Nội dung
Franklin là một chú rùa con đang lớn lên, nhưng cậu "biết đếm, biết cài cúc áo và biết buộc dây giày". Cậu đến trường, sống trong một ngôi làng nhỏ tên là Woodland cùng với những người bạn và có nhiều chuyến phiêu lưu, vui chơi và học tập trong thế giới xung quanh, đôi khi có sự giúp đỡ của một người lớn như bố mẹ, ông bà cậu. Franklin thích bơi lội, nghệ thuật và thủ công (đặc biệt là vẽ), và yêu thích những chiếc bánh giả. Nhưng cậu luôn sợ bóng tối và giông bão. Franklin có một người bạn thân nhất tên là Gấu, cũng như một chiếc chăn màu xanh và một con chó bông màu xanh với đôi tai ngắn hơn màu tím tên là Sam. Trong những mùa trước, cậu ngủ với chiếc chăn và Sam. Khi Franklin sợ hãi trước giông bão, Sam và chiếc chăn màu xanh lam đã giúp cậu bình tĩnh hơn.

## Nhân vật
- Rùa Franklin (do Noah Reid lồng tiếng)
- Gấu (do Cody Jones/Luca Perlman/Mark McMulkin lồng tiếng)
- Hải Ly (do Leah Cudmore lồng tiếng)
- Thỏ (do Kyle Fairlie/Mitchell Eisner lồng tiếng)
- Cáo (do Gil Filar/Ali Mukaddam/Scott Beaudin lồng tiếng)
- Ốc Sên
- Sóc
- Lửng
- Gấu Mèo

Và một số diễn viên khác.

## Đón nhận
Bộ phim đã được các nhà phê bình và phụ huynh đón nhận nồng nhiệt. Joly Herman của Common Sense Media đã tuyên bố, "Franklin là một bộ phim hoạt hình tôn trọng người lớn tuổi và ngược lại. Không có than vãn, đánh nhau, la hét, khiêu khích hay bực tức. Franklin cuối cùng đã nêu một tấm gương tốt về bộ phim có trách nhiệm, và đây là bộ phim hoạt hình hiếm hoi tôn vinh sự hồn nhiên của tuổi thơ".